# Pizzighettone
Pizzighettone (italsky [picigetóne], (v lombardském dialektu Pisighitón) je italské město v Lombardii, v provincii Cremona, pozoruhodné svým opevněním a urbanismem intaktně dochovaného městského jádra.

## Poloha
Město leží na řece Adda, asi 25 kilometrů na jihovýchod od Cremony na řece Adda, která je rozděluje na dvě rovnocenné části. Ve východní části se dochovalo souvislé městské opevnění.

## Historie
V době římské ve 3. století př. Kr. zde byla založena osada Keltů s pevností Acerra nad řekou Adda. Římané ji dobyli a jako tranzitní stanici (statio) zapojili do silnice Cremona - Laus Pompeia - Lodi Vecchio. Křesťanská obec s kostelem sv. Bassiana z Lodi se poprvé písemně připomíná k roku 1169, kdy ji založili přistěhovalci z Cremony, vystavěli první kostel, náležející pod církevní správu cremonské diecéze. Od roku 1441 do roku 1751 s přestávkami město patřilo pod světskou správu a jurisdikci vévodů milánských. Ve 12. století byl postaven hrad (castrum) na východním břehu řeky Adda, střežící silnice Cremona-Pavia a Lodi-Milán.
Pizzighettone bylo i v novověku rozsáhlou a významnou pevností, několikrát rozšířenou (podzemní kasemata) a posílenou, strategickým místem, jež spadalo postupně pod velitele Cremony (Ugolino Cavalcabò, Cabrino Fondulo), Milánské vévody (Viscontiové, Sforzové), Benátské republiky, francouzského krále, španělské a rakouské Habsburky, Bourbony, Savojské i Napoleona Bonaparte. Obranný pevnostní systém byl aktivní až do sjednocení Itálie roku 1866, vězení bylo provozováno do roku 1952. Dodnes se dochoval starověký segment zdí na levém břehu řeky a bastiony na pravém břehu řeky Adda.

## Doprava
Městem prochází železniční trať Pavia-Cremona, silniční spojení vedou 15 km od dálnice A1 na jihozápad a 20 km k A 21 na jihu

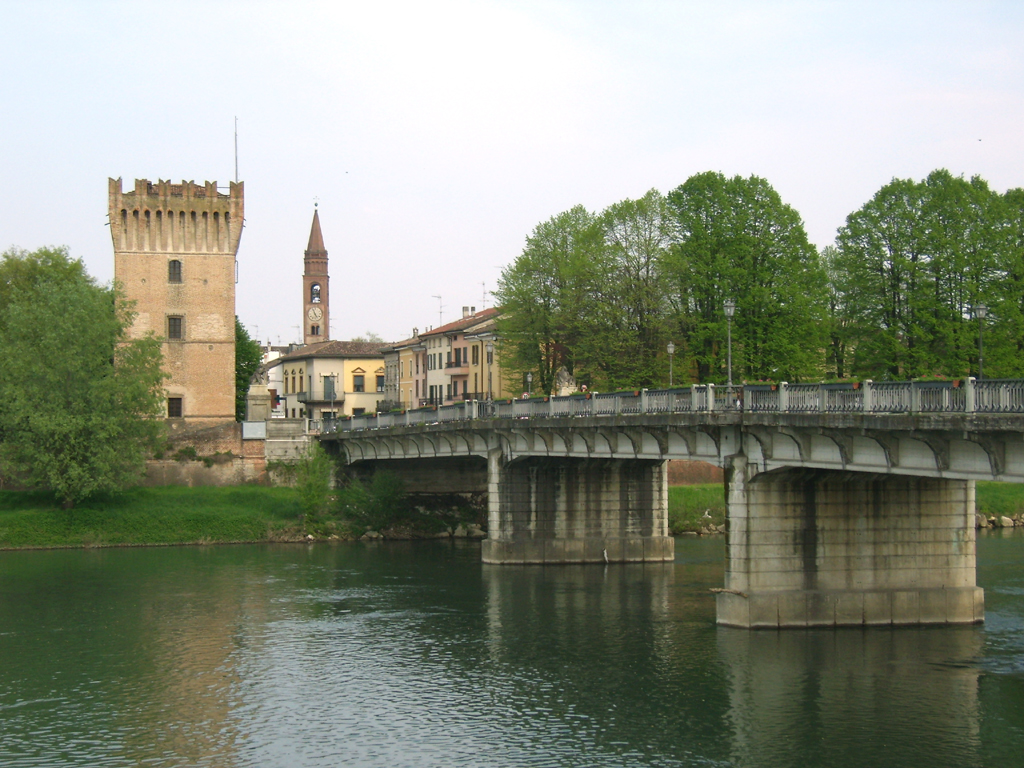
Most přes řeku Adda

## Části města
Hlavní část leží na východním břehu řeky a je vymezena východním segmentem městského opevnění s bránou na silnici do Cremony (Porta Cremona vecchia Crivellino). Další části města se nazývají Ferie, Regona a Roggione, obytné části Cascina Crocetta, Cascina Sant’Eusebio Inferiore, Cascina Valentino a Cascina Vallate Ponte..

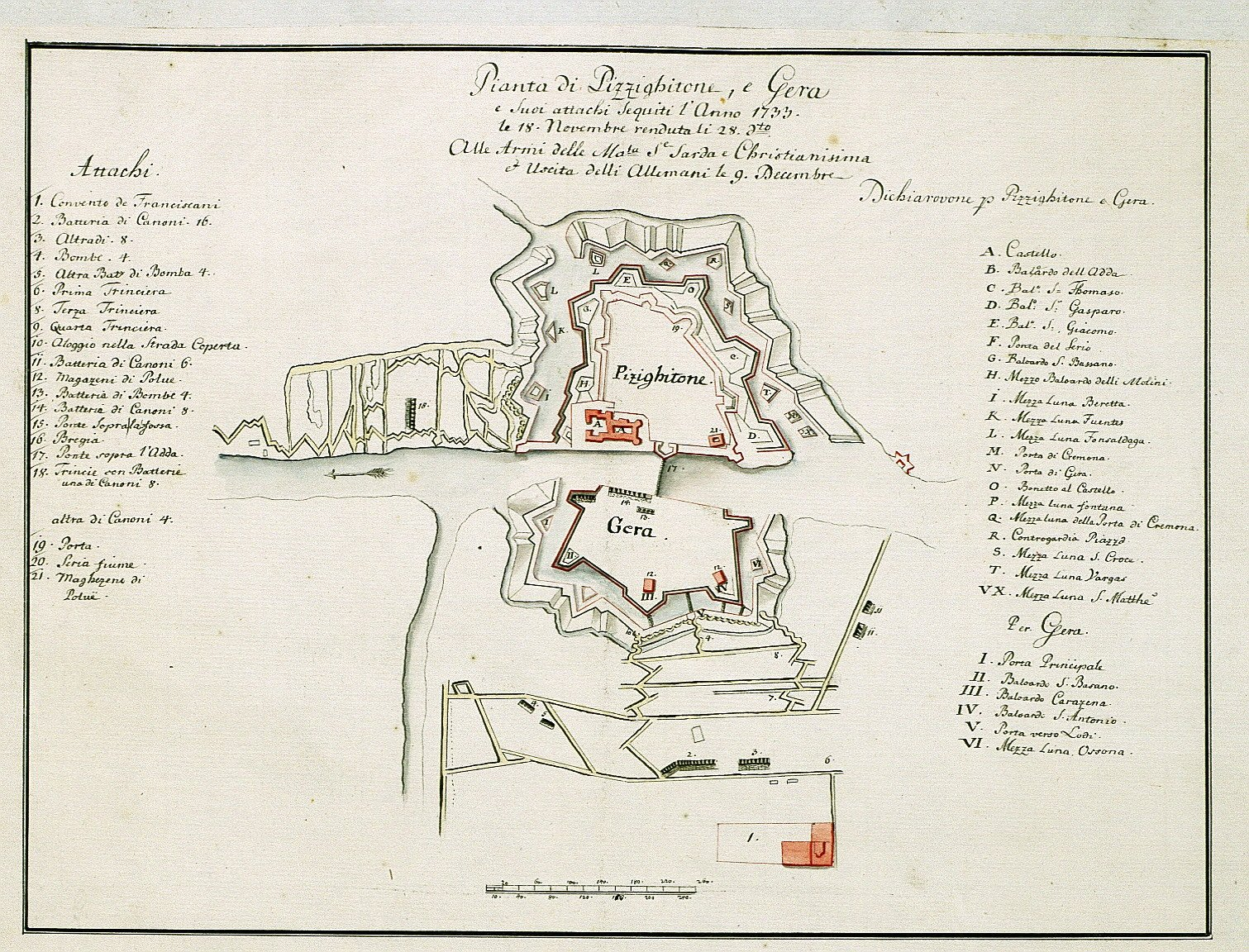
Plán opevnění z roku 1733

## Pamětihodnosti
- Kostel sv. Bassiana - trojlodní bazilika s románským závěrem a kaplemi, přestavěná v 1. polovině 16. století, na západní stěně renesanční freska Kalvárie se třemi kříži, v kapli Panny Marie mramorový gotický oltář z počátku 14. století s reliéfem Narození Páně na antependiu, reliéfy Zvěstování a Klanění Tří králů z téhož oltáře jsou vsazeny do bočních stěn kaple; na pilířích mezilodních arkád cyklus keramických reliéfů s výjevy z dějin diecéze Cremona, obsahuje mj. scénu Holdu pizzinghettonských občanů císaři Zikmundovi Lucemburskému v době papežského schizmatu r. 1414 (keramika: Lodi, 1924); klenby zdobí novogotická iluzivní malba
- Palazzo communale - budova radnice z 15. století
- Kostel sv. Rocha a Šebestiána - renesanční stavba z 15. století
- Kostel sv. Marcella - jednolodní, založen v 16. století, upraven v 18.–19. století, postranní Růžencový oltář
- Kostel sv. Petra
- Muzeum vězeňství - umístěné v pevnosti, kde bylo vězení provozováno od středověku do roku 1952.
- Věž Del Guado na jižním břehu Adda- základy jsou římského původu, ve zdivu románská stavba; vězení se proslavilo v roce 1525, kdy byl francouzský král František I. z Valois po porážce u Mirabello di Pavia zajat habsburským vojskem strávil v této věži několik dní.

## Osobnosti
- Svatý Bassianus z Lodi (San Bassiano di Lodi též San Bassano), biskup v Lodi (+409), patron kostela a města Pizzigethone, jeho svátek se slaví 19. ledna[3].
- Cyklista Gaetano Belloni (*1892) – světový šampión
- Svatý Vincenzo Grossi  – kněz a zakladatel řeholního institutu

## Zajímavost
- Exteriéry starobylého neopravovaného města posloužily filmařům
  - 1996: Lina Wertmüllerová zde natočila komedii Metalmeccanico e parrucchiera in un turbine di sesso e politica (Kovář a kadeřník ve víru sexu a politiky), známou také pod anglickým titulem The Worker and the Hairdresser.
  - 2017: zdejší železniční stanice posloužila za scénu k filmu Call me by your name

## Galerie

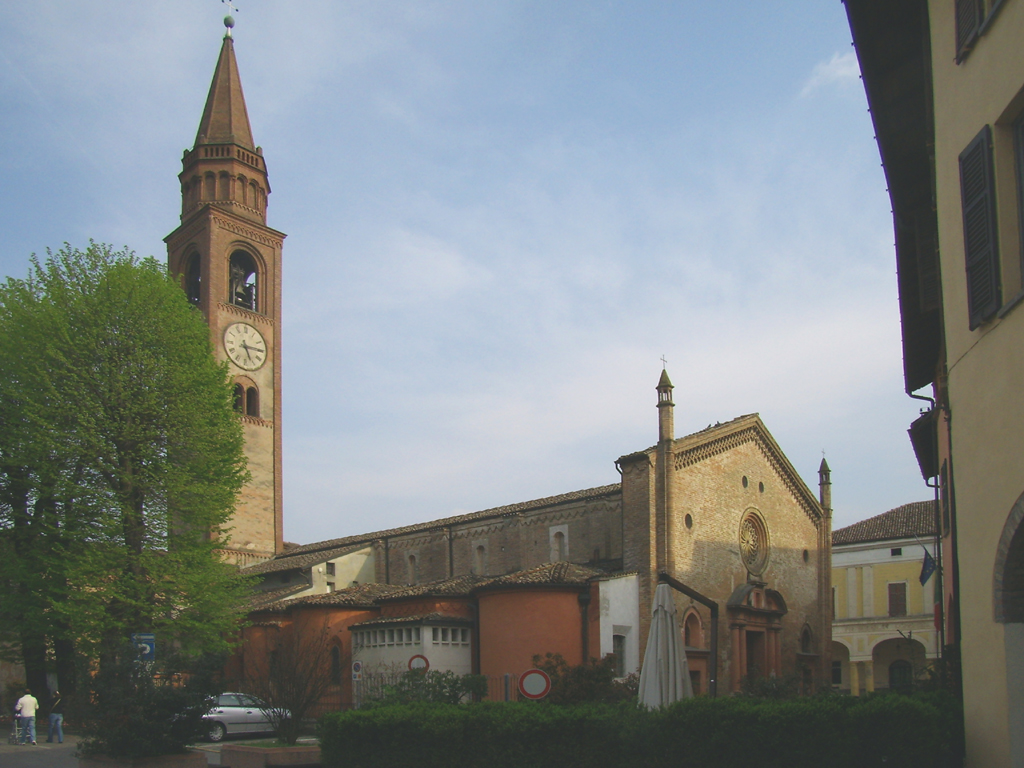
Farní kostel sv. Bassiana biskupa
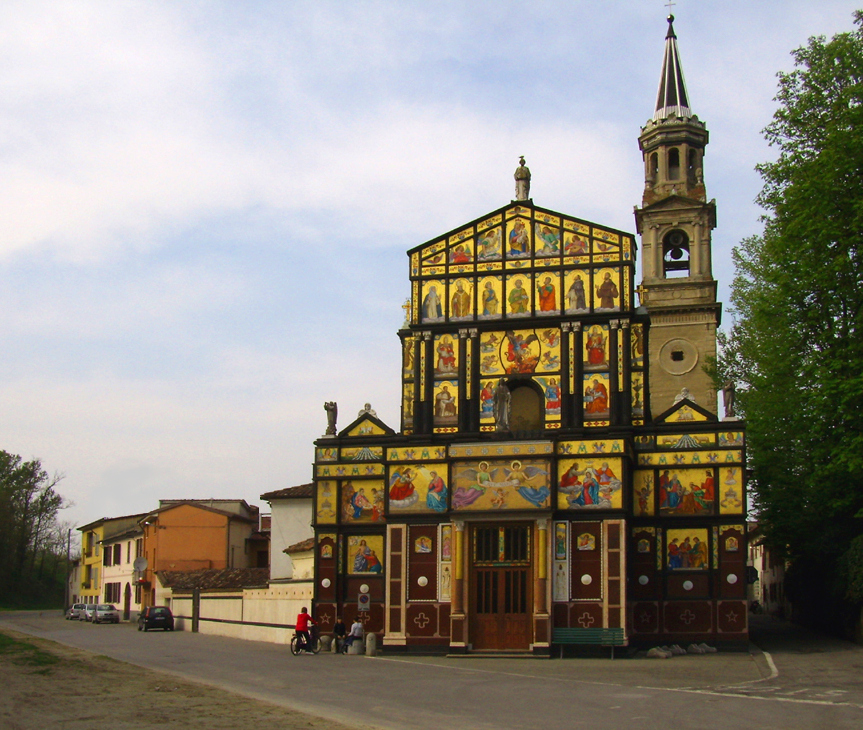
Kostel San Pietro
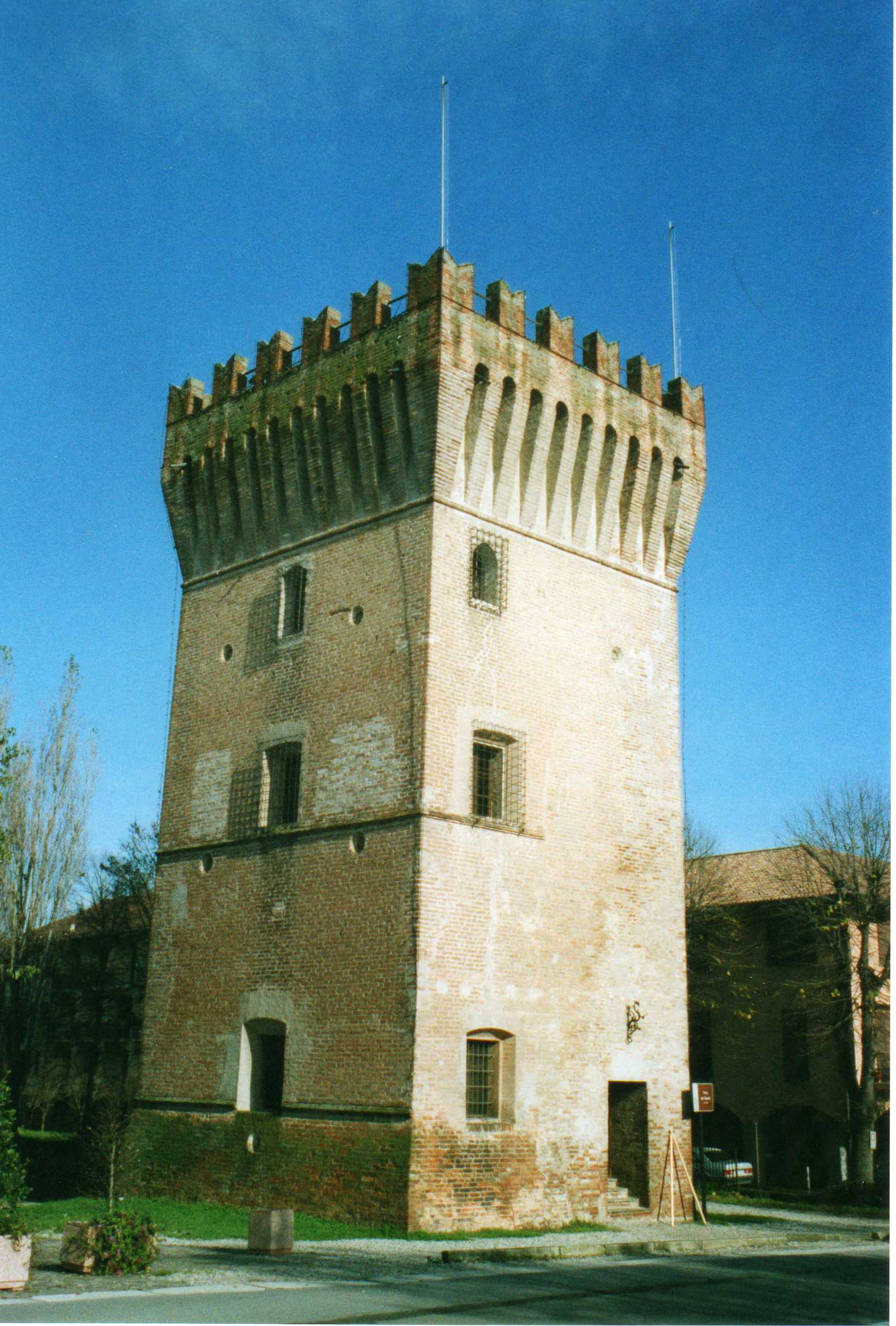
Věž a věžení del Guado
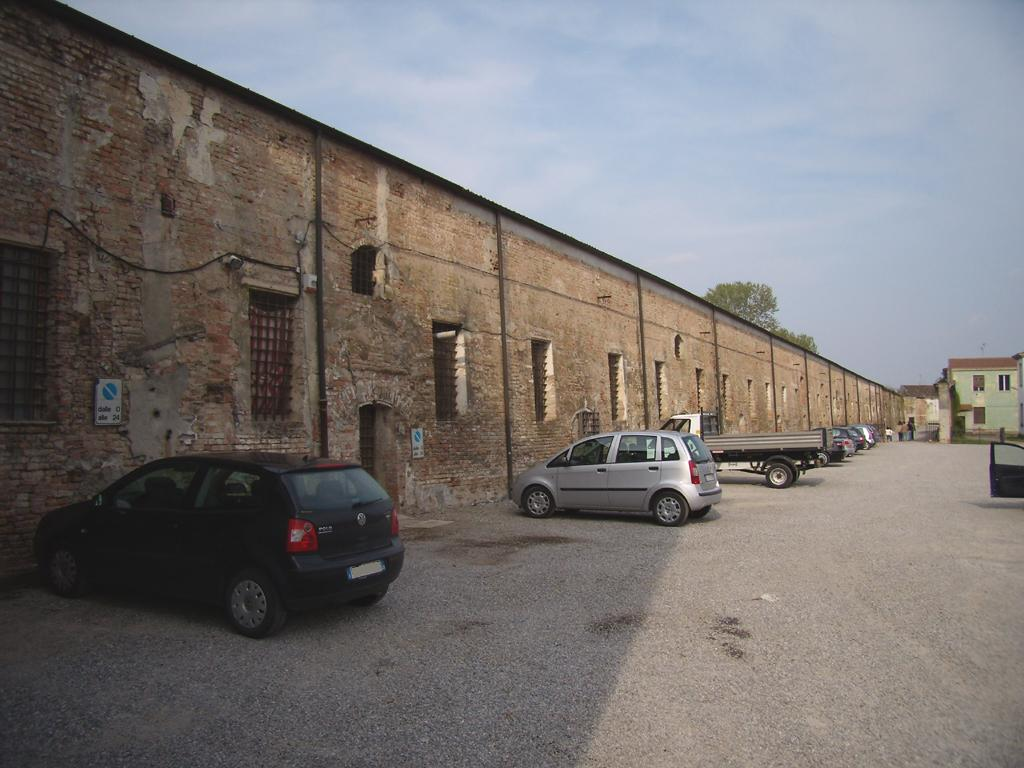
Opevnění
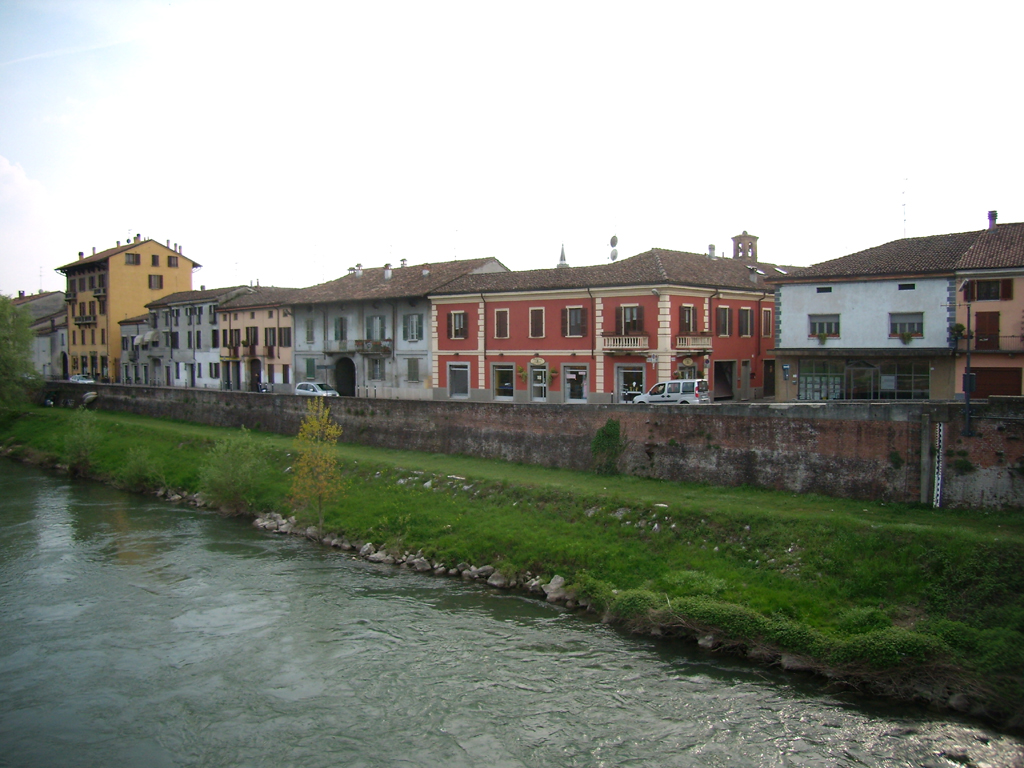
Jižní nábřeží řeky Addo